# Тарзан (серия книг)
«Тарзан» — серия из двадцати четырёх приключенческих романов Эдгара Райса Берроуза и ещё нескольких произведений, написанных либо в соавторстве с Берроузом, либо по разрешению правообладателя. Существуют также два произведения, написанных Берроузом специально для детей, которые не относятся к основной серии.
Серия считается классикой мировой литературы и является самой известной работой автора. Тарзан был назван одним из самых известных литературных персонажей в мире. Серия романов о Тарзане, написанная Берроузом в 1912—1965 годах, стала основой для многочисленных радиопостановок, мультфильмов, фильмов, сериалов и театральных постановок. По мотивам Тарзана было снято больше фильмов, чем по любой другой книге, кроме «Дракулы».
Несмотря на то, что в США авторские права на «Тарзан, приёмыш обезьян» истекли, лицензией на Тарзана продолжает владеть Edgar Rice Burroughs, Inc. Кроме того, работа остается в рамках авторского права в некоторых других странах, где срок авторского права издательств ещё не истёк.

## Двадцать четыре основных книги

### «Тарзан, приёмыш обезьян» (1912)
Британский лорд Джон Клейтон был послан в Африку, чтобы тот доложил о жестоком обращении английских офицеров с чернокожими британскими подданными. Прихватив с собой беременную жену Элис Рутерфорд, на судне «Фувальда» они отправились в путь, но неудачное стечение обстоятельств (бунт матросов) привело их к изоляции от цивилизации на пустынном берегу Африки, где им предстояло обжиться и родить ребёнка. Мать умерла, а отец был убит обезьянами, когда мальчик был совсем маленьким, и он вырос среди обезьян, давших ему имя Тарзан («бледнокожий»). Матерью стала обезьяна по имени Кала.
Чувствуя себя отчужденным от сверстников из-за их физических различий, он обнаружил хижину своих биологических родителей, где впервые смутно узнал о мире в отцовских книгах, по которым самостоятельно научился читать по-английски.
Однажды, возвращаясь из хижины, Тарзан подвергся нападению огромной гориллы, которую, несмотря на серьёзное ранение полученное во время борьбы, смог убить ножом своего отца. Повзрослев, Тарзан стал опытным охотником, победив завистливого Керчака, обезьяньего вождя, который напал на него. Тарзан убил Керчака и стал вождём племени.
Позже, на территории, где проживало обезьянье племя, поселилось племя негров. Один из негров-охотников убил приёмную мать Тарзана — Калу. Тарзан мстил убийце матери, совершая грабительские налёты на племя негров за оружием, и проделывая с туземцами жестокие проказы. Они, в свою очередь, считали его злым духом и пытались умилостивить.
Впоследствии, взбунтовавшиеся матросы высадили на берег пассажиров судна: Джейн Портер, первую увиденную Тарзаном белую женщину (Тарзан сразу же в неё влюбился); кузена Тарзана Уильяма Сесила Клейтона, владельца богатств своего дяди, лорда Клейтона (отца Тарзана); отца Джейн Портер, профессора Архимеда Портера, и его секретаря и ассистента Самуэля Т. Филандера. Как выяснилось позже, они направлялись в Африку, чтобы найти клад, о местоположении которого узнали из письма, купленного за 1000 долларов. Когда профессор нашёл клад, команда корабля взбунтовалась, отобрала его и высадила пассажиров на необитаемый берег. Тарзан перепрятал зарытый матросами клад. Он тайно помогал новым знакомым, и спасал каждого из них от смерти, а Джейн и от обезьяны, похитившей её. После того, как путешественников подобрал французский военный корабль, Тарзан понял, что не сможет жить без Джейн и решил поехать вслед за ней. Тарзана стал приобщать к цивилизации морской офицер Поль Д’Арно, француз, которого человек-обезьяна спас от племени каннибаллов. Д’Арно учит Тарзана говорить по-французски, а также выступает как гид до ближайших колониальных форпостов.
В конце-концов, Тарзан поехал в родной город Джейн Балтимор, штат Мэриленд. Не найдя там Джейн, он отправился в Висконсин, где спас её от лесного пожара. Тарзан и Джейн, наконец, встретились и возобновили свое знакомство. Однако Тарзан узнал горькую новость — Джейн обручилась с Уильямом Клейтоном. Между тем, Д’Арно нашёл в хижине бумаги отца Тарзана с его отпечатками пальцев, разъясняющие туманное прошлое друга. Однако вместо того, чтобы требовать возвращения своего наследства от кузена, Уильяма Клейтона, Тарзан скрыл своё происхождение и отказался от наследства ради счастья Джейн.

### «Возвращение в джунгли» (1913)
Роман начинается с момента последних действий первой книги серии — Тарзан, приёмыш обезьян. Человек-обезьяна, оказавшись без наследства и денег в результате своей благородной жертвы ради свадьбы Джейн Портер с Уильямом Клейтоном, уезжает из Америки в Европу, чтобы затем оттуда возвратиться в родные африканские джунгли. На корабле он оказывается втянутым в личное дело графини Ольги де Куд, её мужа, графа Рауля де Куда и двух тёмных личностей, пытающихся охотиться на них, Николаем Роковым и его приспешником Алексеем Павловичем. Из рассказа графини Тарзан узнаёт, что на самом деле Роков — русский шпион и её брат, который шантажирует Ольгу, желая получить ценные бумаги её мужа. Тарзан противостоит злодейским планам Рокова, ставшего его смертельным врагом. Позже, во Франции, Роков пытается снова и снова устранить человека-обезьяну. Наконец ему удаётся устроить дуэль между Тарзаном и графом, которому Роков сообщил, что Тарзан — любовник графини. Тарзан сознательно отказывается защищать себя на дуэли и даже предлагает графу своё же оружие, после того, как последний растратил все патроны, не сумев в него попасть. Этот широкий жест убеждает графа де Куда в невиновности Тарзана, и он находит ему работу в качестве специального агента военного министерства в Алжире. Следует череда приключений среди местных арабов, в том числе и дальнейшее развитие событий с Роковым. Затем Тарзан отправляется в Кейптаун и завязывает корабельное знакомство с Газель Стронг, подругой Джейн. Роков и Павлович, также находящиеся борту, умудряются напасть на Тарзана и выбросить его за борт.

### «Тарзан и его звери» (1914)
После событий, описанных в  предыдущей книге, проходит год. Тарзан женился на Джейн Портер, и у них родился сын. Старые враги Тарзана — Николай Роков и Алексей Павлов — всё ещё жаждут мести. Они похищают младенца и заманивают его родителей в ловушку. План похитителей прост и ужасен: Тарзана высаживают на населённом хищниками острове недалеко от африканского побережья, Джейн решают продать в гарем какому-нибудь арабу, а малютку Джека отдать в племя каннибалов, чтобы те воспитали из него людоеда.
Оказавшись на острове, Тарзану приходится бороться за выживание. Благодаря своим знаниям и силе, Тарзан сначала становится вождём обитающего на острове племени обезьян, а затем приручает пантеру. Вскоре к нему в плен попадает случайно заплывший на остров на лодке чернокожий дикарь Мугамби. С помощью него Тарзан, собрав небольшую команду зверей-помощников, отправляется на лодке на материк, где пытается узнать о судьбе Джейн и сына. Саму Джейн безуспешно попытался спасти не любящий Рокова корабельный кок Свэн Андерсен. Однако Роков смертельно ранил Свэна, и Джейн оказалась в его руках. Вскоре Джейн удаётся сбежать и даже захватить стоящий на рейде корабль Рокова, а появившийся на борту Тарзан  и его звери окончательно ставят точку в планах (и в жизни) Рокова — его загрызает пантера. Казалось,  что всё кончается хорошо: Тарзан с семьёй возвращается в Лондон, Мугамби и звери остаются в Африке. Однако уцелевший сообщник Рокова Алексей Павлович скрылся в джунглях.

### «Сын Тарзана» (1914)
Прошло десять лет после событий, описанных в романе Тарзан и его звери. Скрывающийся в джунглях Алексей Павлов выжил и теперь хочет отомстить Тарзану и его семье. Случайно он встречает Акута, обезьяну, помогавшую Тарзану в предыдущей книге, и тут же придумывает план мести. Павлов привозит Акута в Лондон, где на него обращает внимание Джек Грейсток — сын Тарзана. Павлов заманивает Джека к себе и пытается убить, но сам же погибает от рук Акута, признавшего Джека как сына его давнего друга. Джек, не поставив родителей в известность, решает отвезти Акута в Африку и отправляется в путешествие. Цепь событий приводит к тому, что Джек, получивший от Акута имя Корак, вынужден покинуть пределы цивилизованного мира и пройти тот же жизненный путь, что в своё время прошёл его отец, то есть превратиться в дикаря. Так проходят годы, Корак и Акут стали частью местных зверей, и молодой человек забывает, что такое цивилизация. Вскоре он находит свою Джейн, когда спасает из лагеря арабов-кочевников девушку Мариам, некогда похищенную местным шейхом у командира французской военной базы в Алжире. Какое-то время пара проводит время, переживая множество приключений, пока наконец Корак не встречает своего отца, переехавшего жить в Африку.

### «Тарзан и сокровища Опара» (1916)
В предыдущем романе серии сын Тарзана и Джейн, Джек Клейтон, также известный как Корак, вступил во взрослую жизнь. Действие этого романа, по-видимому, происходит спустя несколько лет после исчезновения Джека, когда его ещё не нашли. Джон (Тарзан) и Джейн покинули Лондон и возвратились на свою ферму, расположенную недалеко от прежнего места жительства Тарзана в Африке (где Джек в конечном счёте найдёт родителей). Судьба устроила так, что Тарзан решил вернуться в покинутый город Опар, источник его богатств. Опар был покинутой колонией легендарной Атлантиды. Однако в то время, как сама Атлантида ушла под воду много веков назад, рабочие Опара продолжили добывать золото. Тарзан сразу же обнаружил огромные запасы золота в забытой палате и взял их часть, умножив своё богатство. На обратном пути Джон Клейтон получил травму головы во время землетрясения и забыл о своей сознательной, цивилизованной жизни. Ла, Верховная жрица Пламенеющего бога Опара, влюбившаяся в человека-обезьяну во время их первой встречи, решила воспользоваться этим. Однако в то время, как его амнезия даёт возможность Ла осуществить свои любовные планы, её жрецы считают, чтобы он должен был принесён в жертву Пламенеющему богу. Тем временем, находясь в беде, Джейн не понимает, что мешает мужу прийти ей на помощь.

### «Приключения Тарзана в джунглях» (1919)
Коллекция из двенадцати, слабо связанных между собой рассказов о Тарзане-подростке

### «Тарзан неукротимый» (1920)
Действие разворачивается во время Первой Мировой Войны. Во время отсутствия Тарзана его поместье в Британской Восточной Африке подвергается нападению немецких войск из Танганьики. Вернувшись, Тарзан обнаруживает дома разрушенными, а его слуг и воинов убитыми и сожжёнными, на одном из изуродованных тел он видит кольцо своей жены Джейн, и решив, что она погибла, отправляется мстить немцам. Хотя он и находит нескольких непосредственных виновников, их гибель не приносит Тарзану облегчения и он снова уходит в джунгли. Там он спасает попавшего в ловушку чёрного льва, а позже он встречает немку Берту Кирхер и английского лётчика Олдвика. Пытаясь вывести этих двоих к цивилизации, Тарзан и его спутники попадают в странный город, населённый безумными людьми, способными, однако, управлять большим стадом львов, обитающим в городе.

### «Тарзан Ужасный» (1921)
Тарзан продолжает путешествовать по джунглям в поисках последнего немецкого командира, разгромивших его поместье в предыдущей книге. Он попадает в затерянный мир, где всё ещё живут доисторические животные и встречает разумных полулюдей-полуобезьян, точнее две враждующие расы — ход-донов и ваз-зонов. Сумев подружить двух врагов ход-дона Та-дена и ваз-зона Ом-ата, Тарзан проникает в ход-донское королевство А-Лур, где становится свидетелем нешуточной борьбы за власть между королём Ка-деном и верховным жрецом Лу-ноном. Тарзан подозревает, что в А-луре держат чудом выжившую в устроенной немцами резне Джейн и под видом сына божества, которому поклоняются как ход-доны, так и ваз-зоны, проникает в А-лур. Однако Лу-нон, испугавшись за свою власть, предпринимает попытку вывести псевдобога на чистую воду, а вскоре в А-луре появляется человек, выдающий себя за само божество — чокнувшийся во время скитаний немецкий офицер.

### «Тарзан и золотой лев» (1922/23)
Возвращаясь из доисторического мира, Тарзан находит осиротевшего львёнка и решив, что на будущее будет полезно приручить его, забирает его к себе. Спустя время львёнок вырастает в большого и умного льва, которого Тарзан из-за его необычной масти называет Джа д бал Джа — Золотой. Тарзан смог восстановить разорённое немцами поместье, но практически разорился. Это вынуждает его снова отправиться в Опар, чтобы разжиться там ещё некоторым количеством золота. Тем временем межнациональная шайка авантюристов во главе с бывшей служанкой Тарзана Флорой Хикс тоже следует к Опару с той же целью. Сам же Тарзан попадает (благодаря действиям авантюристов, один из которых к тому же обладает внешним сходством с Тарзаном) в Опаре в ловушку, из которой его спасает всё ещё любящая его правительница города Ла, но её поступок провоцирует мятеж, и вынуждена покинуть Опар вместе с ним. Вскоре к ним присоединяется и Джад-бал-Джа, тоже прибывший на помощь к своему хозяину. Тарзан решает возвращаться домой, по пути освободив большое племя дикарей от гнёта льва-императора и его слуг-горилл, а также вернув трон Опара законной правительнице Ла, тогда как Джад-бал-Джа покарал главного мятежника Каджа. Украденное одним из авантюристов золото в итоге достаётся Тарзану, а сами авантюристы, так как плели козни друг против друга, остаются ни с чем.

### «Тарзан и Люди Муравьи» (1924)
Во время самостоятельного полёта на аэроплане Тарзан терпит крушение в краях, где прежде не бывал. Сначала он попадает в матриархатное племя людей-обезьян алали, откуда с трудом ему удаётся вырваться, а заодно научить одного из юных самцов, как выживать в джунглях самому и как не бояться озверевших самок, что впоследствии в корне меняет уклад жизни алали. А затем Тарзан встречает племя лилипутов, на которое напала самка алали. После того, как Тарзан спас их лидера, его принимают в племя как почётного гостя. Как оказывается, в это время идёт война между двумя королевствами лилипутов и Тарзан вынужден выступить на стороне своих новых друзей. Однако врагов-лилипутов оказывается слишком много и для него и в итоге Тарзан попадает в плен. Мало того, придворный изобретатель враждебного короля каким-то образом уменьшил его до размеров лилипута и его отправили рабом в каменоломню. Но не был бы Тарзан самим собой если бы не сбежал и не вернул себе прежний облик. Параллельно же его приключениям в романе рассказывается о судьбе Эстебана Миранды, ограбившего в предыдущем романе Опар под видом Тарзана и в итоге попавшем в плен к людоедам.

### «Тарзан, Повелитель джунглей» (1927/28)
Бесстрашный Тарзан снова в пути. В этом романе ему предстоит встреча с американскими путешественниками, фотографом-исследователем Джеймсом Блейком и циничным миллионером-расистом Стоквеллом, а также бандой арабов, возглавляемых шейхом Ибн-Ядом, отправившимся на поиски сокровищ таинственного города Ниммра. Когда герои добираются туда, то выясняется, что это изолированная от внешнего мира долина, где живут потомки английских крестоносцев, застрявших во времени и живущие средневековыми традициями и которые всё ещё ждут вторжения сарацин.

### «Тарзан и потерянная Империя» (1928)
Невероятное открытие сделал Тарзан, когда по просьбе немецкого аристократа отправился искать пропавшего в джунглях его сына учёного, оказывается, в сердце Африки существует оторванная от мира, застрявшая в начале нашей эры самая настоящая римская империя!

### «Тарзан в недрах Земли» (1929)
Тарзан участвует в невероятной экспедиции в подземный мир, расположенный где-то подо льдами Арктики.

### «Тарзан Непобедимый» (1930/31)
И снова Опар. Тарзан спешит на помощь своей давней подруге, верховной жрице Лэ, которую свергли мятежники во главе с жрецами Оу и Дузом. А в это время к Опару подтягивается отряд наёмников во главе с агентами советского ГПУ, которые прослышали о сокровищах Опара и теперь хотят заполучить их.

### «Тарзан Торжествующий» (1931)
Обитатели земель, за пределами владений Тарзана страдают от набегов бандитского племени во главе с итальянцем Кампитеро. Узнав об этом, Тарзан решает помочь соседям справиться с напастью и отправляется искать бандитов. В это время в Африку прибывают молодой учёный Смит и бывший чикагский гангстер Патрик по кличке Стрелок, там же оказывается агент ГПУ Стаубух, который с помощью Кампитеро пытается найти Тарзана, который сорвал планы его коллег в предыдущей книге. По воле случая Тарзан, Смит и Патрик случайно попадают в очередную застрявшую во времени древнюю цивилизацию мидиан, где спасают от местных религиозных радикалов-эпилептиков английскую лётчицу Барбару и местную девушку Изабель, которых чуть не принесли в жертву. Но по возвращении в нормальный мир Тарзана ждёт нерешённая проблема — схватка с бандитами.

### «Тарзан и Город Золота» (1932)
Во время очередной охоты Тарзан отбивает у разбойников юношу про имени Уолтер. Уолтер житель таинственного города Атны, население которого занимается добычей слоновой кости и производством изделий из них. Провожая Уолтера в его мир, Тарзан случайно падает в горную реку и оказывается в королевстве Катна, где много богатых золотых шахт. Жители Катны то и дело воюют с жителями Атны, используя дрессированных львов, что, впрочем, не мешает им торговать друг с другом время от времени. Тарзан знакомится с королевой Катны Нимоной, которая влюбляется в него, а когда тот отвергает её любовь, то приходит в ярость. Также Тарзан находит друзей в Катне, простодушного, но честного борца Фабека, благородного вельможу Джемнона, а также спасает попавшего в плен в Катне Уолтера и помогает сбежать рабу-негру Халиму. Все эти его действия начинают раздражать приближённых королевы, её бывшего любовника Эрота и командующего армией Тамоса. Они начинают плести интриги против Тарзана, но слишком не прост для них человек-обезьяна.

### «Тарзан и человек-лев» (1933/34)
Съёмочная группа из Голливуда приезжает в Африку, чтобы снять фильм о человеке, выросшем в джунглях, воспитанном дикими львами и ставшем в итоге непобедимым Человеком-львом. Тарзан, во владения которого попали кинематографисты, не мог обойти это событие вниманием и тайно наблюдает за американцами, даже не подозревающими, что джунгли дилетантов не жалуют. И, конечно же, беда не заставляет себя ждать. На группу нападают людоеды племени Басунто, их грабят проводники-арабы, а потом ещё нападают говорящие гориллы во главе с безумным учёным-англичанином. Спасать горе-киношников в одиночку приходится Тарзану.

### «Тарзан и люди-леопарды» (1935)
Во время тропической бури Тарзан попал под упавшее дерево и, получив сотрясение мозга, забыл о том, кто он есть, сохранив, правда, способности общаться с туземцами и дикими обезьянами. Таким его находит воин племени утенго Орландо. Случилось так, что обитателей этих мест терроризируют религиозные фанатики, избравшие предметом своего поклонения леопарда и носящие соответствующую атрибутику. Тарзан, принятый Орландо за дух его предка Мушимо, явившийся с того света в помощь утенго, отправляется на бой с фанатиками, попутно спасая от них двух белых людей, охотника за слоновой костью по прозвищу Старик и белой девушкой Джесси, которую один из людей-леопардов спрятал для себя в деревне пигмеев.

### «Поиск Тарзана» (1935/36)
Леди Джейн возвращается в Африку после долгой разлуки с Тарзаном. Вместе с ней летят её старая подруга Китти Старбоу со своим молодым мужем альфонсом, их слуги Тиббс и Аннет и пилот-храбрец Нил Браун. Из-за грозы самолёт терпит бедствие и его пассажирам предстоит выживать в джунглях. Тарзан же, не ведая, что его жена попала в беду, занят важными делами. Он узнаёт, что некое племя кавуду похищает женщин и девушек из окрестных деревень. Над кавуду витает много легенд и мифов, один из которых свидетельствует о том, что им известен секрет вечной молодости. Так как кавуду украли и дочь его друга Мувиру, вождя племени вазири, Тарзан намерен во что бы то ни стало найти и наказать похитителей, он удваивает усилия, когда узнаёт, что к ним в руки попала Джейн.

### «Тарзан и Запретный Город» (1938)
Тарзан знакомится с англичанином Грегори и его дочерью Эллен, которые просят его помочь найти их сына и брата Брайена, пропавшего в джунглях. Брайен нашёл дорогу в запретный город Эшер, изолированный от цивилизации. Жители этого города хранят огромный алмаз под названием Отец бриллиантов. За этим же алмазом охотится бандитская шайка в лице некоего Атана Тома и его подручного Лава Таака. Член шайки Вольф крадёт у Грегори карту к Эшеру, составленную Брайеном до исчезновения, а другая их сообщница Магра втирается в доверие к Тарзану и его спутникам. Обе компании независимо друг от друга отправляются в экспедицию в один пункт назначения с разными целями. Пройдя через джунгли, кишащие дикими зверями, людоедскими племенами и т. д., герои попадают в горы, окружающие Эшер и оказываются в центре противостояния между королевой Эшера Аткой и королём враждебного селения Тобос Херадом…

### «Тарзан Великолепный» (1939)
Тарзан спасает в пустыне умирающего от жажды американца Вуда. Как оказалось, Вуд и трое его компаньонов попали в плен к воинственным женщинам племени Кайи и только Вуду удалось сбежать. Но некий гипноз вынуждает его вернуться обратно и Тарзан следует за ним. После ряда приключений Тарзану удаётся спасти американцев и даже вывести из племени их номинальную королеву Гонфалу, оказавшуюся дочерью когда-то попавшего к Кайи и погибшего в плену английского учёного. Однако двое американцев Спайк и Тролль крадут девушку как приложение (с их точки зрения) к магическому кристаллу, которым Кайи управляли сознанием пленников и пытаются пробиться к цивилизации отдельно от остальных. Полюбивший Гонфалу Вуд и Тарзан отправляются в погоню. Вскоре беглецы и преследователи попадают в королевство Катна (см. Тарзан и город золота), где, как оказалось царит смута. Тарзан всё же находит время, чтобы организовать восшествие на трон Катны справедливого вождя, мирит Катну с населением враждебной Атны и спасает Гонфалу, вернув её Вуду, а Спайка и Тролля с бесполезной стекляшкой изгоняет из Африки.

### «Тарзан и „Иностранный Легион“» (1947)
История разворачивается во время Второй мировой войны на тихоокеанском театре военных действий. Американский разведывательный самолёт, в экипаже которого присутствует Тарзан под видом офицера британских ВВС, сбит японскими истребителями и терпит крушение в джунглях Суматры. Пятеро лётчиков, среди которых и Тарзан, чудом остаются живы, и если Тарзан чувствует себя в джунглях как дома, то его спутникам приходится нелегко. Хотя ситуация непростая для всех, ведь они находятся на оккупированной японцами территории, где, помимо императорской армии, ещё полно недружественных племён туземцев и банд бежавших из местных тюрем уголовников. Тарзан спасает из японского лагеря девушку Корри, дочь затравленного японцами голландского учёного, затем они встречают небольшой партизанский отряд, сопротивляющийся оккупантам и отправляются к океану, чтобы покинуть Суматру.

### «Тарзан и сумасшедший» (1964)
Тарзан, обеспокоенный враждебным отношением ранее дружественных туземцев, идёт по следу незнакомца, вообразившего себя Тарзаном и, по слухам, похищающего женщин и детей. В это время сам псевдо-Тарзан и впрямь похитил белую англичанку Сандру и ведёт её в замок короля да Гамма, как потом выясняется, потомка Христофора да Гамма, пропавшего в этой части Африки со своим отрядом пятьсот лет назад. Король да Гамма и епископ Руиз внушили явно находящемуся не в своём уме человеку, что тот не просто Тарзан, но ещё и бог, так как спустился к ним с небес, а это только то, что несчастный помнит. Тарзан же, чья репутация пострадала из-за неприятностей, невольно причинённых самозванцем, должен спешить, пока не случилось худшего. А самозванец хоть и не в себе, но всё же не уступает настоящему Тарзану в смелости и силе.

### «Тарзан и потерпевшие кораблекрушение» (1965)
Коварный араб Абдула поймал Тарзана и продал его немецкому бизнесмену Краузе, как диковинного зверя. Краузе, решивший удивить человеком-обезьяной Третий рейх и заработать на нём деньги, везёт Тарзана и большое число диких зверей на корабле. В пути помощник-капитана немец Штейн устраивает бунт, сместив (а заодно и выбросив за борт) капитана, а его помощника арестовывает и сажает в клетку, туда же отправляется и возражавший Краузе. А позже пиратским методом Штейн захватывает английское судно, взяв в плен семью английского полковника Ли. Но Тарзан в клетке долго не сидит и, объединившись с товарищами по несчастью, вырывается на свободу и берёт судно под контроль. Однако разыгравшаяся в океане буря топит корабль и выбрасывает всех его пассажиров на остров в Индийском океане, где, как оказалось, живут потомки древних Майя. Племянница полковника Ли Патриция оказалась подходящей кандидаткой для их жертвоприношений, но, к счастью, Тарзан, способный быть богом для любых дикарей и выступивший в этой роли и здесь, решил принять эту жертву себе живой.

## Другие официальные работы
- «Вечный возлюбленный» (другое название — «Вечный дикарь»)
- «Приключения Тарзана» (1921, 2006)
- «Тарзан и Близнецы Тарзана» (1927/1936)
- «Тарзан и Неудачное Сафари» (1957)
- «Тарзан и Золотая Долина» (1966)
- «Забытое (Потерянное) приключение Тарзана» (1995)
- «Тарзан: Эпические Приключения» (1996)
- «Тёмное сердце времени» (1999)

## Отзывы критиков

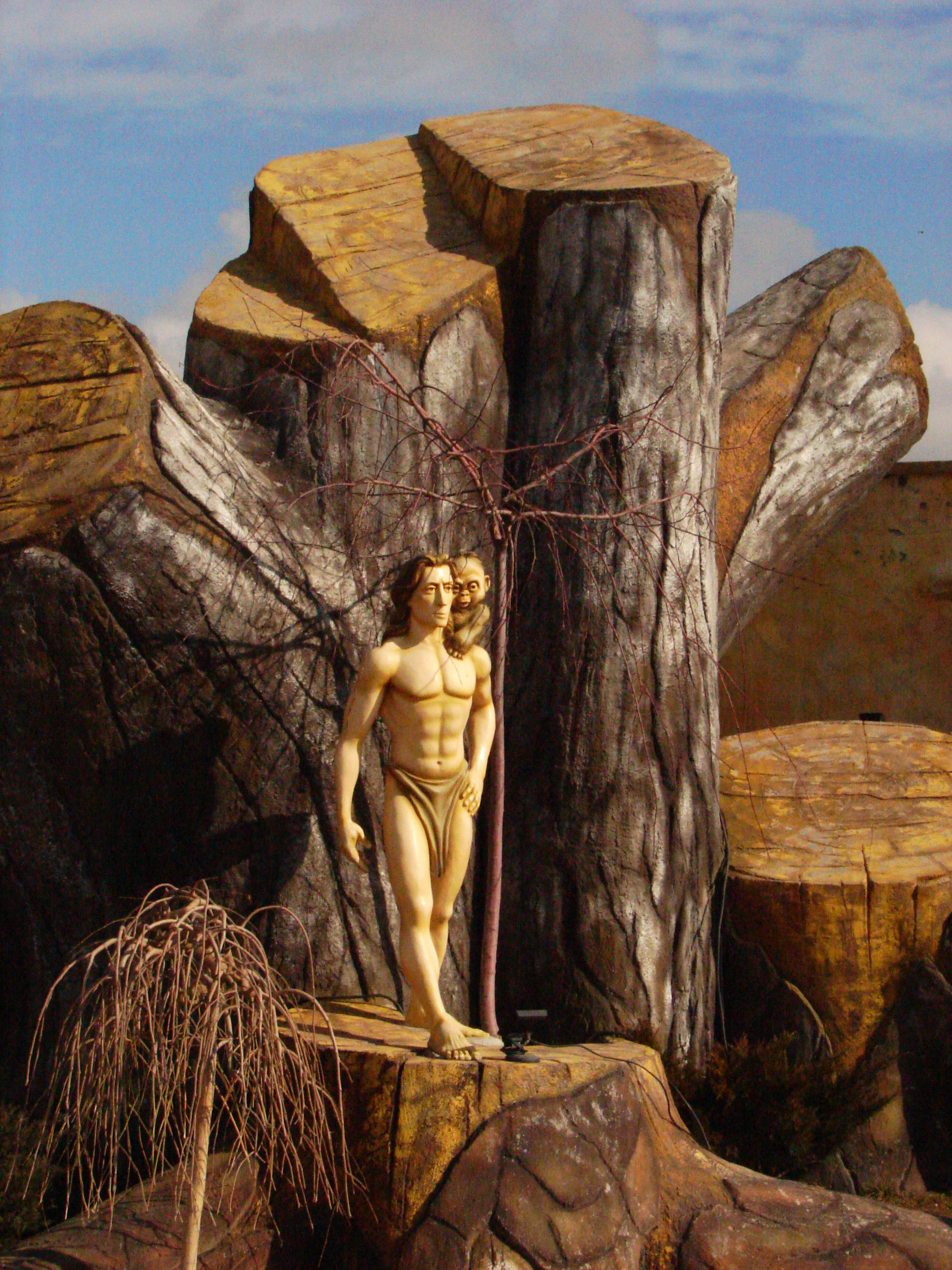
Прогуливающийся Тарзан, выставлен в парке развлечений города Анкара.

Несмотря на то, что роман «Тарзан, приемыш обезьян», был хорошо воспринят критиками, последующие книги серии получили более холодный прием и были подвергнуты критике за свою производность, избитость, лишение оригинальности и выразительности. Персонажи книг часто разговаривают двумерно, диалоги у них получаются однообразные, и автор злоупотребляет доверчивостью героев в произведениях (например, излишней надеждой персонажей на удачное стечение обстоятельств). В 1963 году, писатель Гор Видал написал статью о Тарзане, которая указывает на ряд недостатков книги как произведения литературы, а также хвалит Эдгара Райса Берроуза, автора неотразимых «мечтательных персонажей».
Несмотря на критику, рассказы о Тарзане были удивительно популярны. Поклонники любят их мелодраматические ситуации и тщательно разработанные сюжеты, а также, что писатель работал в своем вымышленном мире, частично составив язык больших обезьян.
С начала 70-х годов 20 века, книги и фильмы о Тарзане часто подвергались критике как откровенно расистские. Ранние книги серии часто дают негативный и стереотипный портрет африканским туземцам, как арабам, так и неграм. В романе «Возвращение в джунгли», арабы «неприветливо смотрят» и говорят такие вещи, как «христианин-собака», в то время, как негры «гибкие, чёрные воины, которые умеют только жестикулировать.» В то время как Берроуз широко использует расовые стереотипы чернокожего населения в своих первых книгах, его более поздние книги описывают негров как добросердечных, щедрых и умных. В конце романа «Тарзан и Сокровища Опара» (1918), пятой книги серии, Берроуз пишет: «Лорд и леди Грейсток с Мугамби и Басули ехали впереди колонны, смеясь и разговаривая между собой с той дружеской фамильярностью и свободой, которыми общность интересов связывает честных и умных людей каких бы то ни было рас и племён». Берроуз разъясняет отношение Тарзана к людям в целом в романе «Тарзан и город золота» (1933), где пишет: «Обычно судьба белого человека интересовала Тарзана не больше, чем судьба чернокожего или любого другого существа, с которым он не был в дружбе».
Другие этнические группы и социальные классы аналогичным образом отображаются как стереотипы; это был обычай в популярной художественной литературе того времени. Швед имеет «длинные жёлтые усы, нездоровый цвет лица и грязные ногти», русские обманывают в карты. Аристократия (за исключением Грейстока) и королевской семьи, неизменно изнежена.
В более поздних книгах, есть попытка изобразить африканцев в более реалистичном свете. Например, в романе «Поиск Тарзана» негры изображены как люди с хорошими и плохими чертами, а главные злодеи имеют белую кожу.

## Несанкционированные работы
После смерти Берроуза ряд авторов разрабатывали новые произведения о Тарзане без разрешения официальной компании. В некоторых случаях, компаниям удалось предотвратить публикацию таких несанкционированных подделок. Наиболее заметным неодобрением в США была серия из пяти романов под названием «Бартон Верпер», которая появилась 1964—1965 годах, и изданная Чарлтон комикс. В результате юридических действий Эдгар Райс Берроуз, Инк, романы были изъяты из продажи.
В число пяти романов этой серии входят:
- «Тарзан и Серебряный шар» (Дерби: Новая Международная Библиотека/Чарлтон комикс, 1964)
- «Тарзан и Пещерный Город» (Дерби: Новая Международная Библиотека/Чарлтон комикс, 1964)
- «Тарзан и люди-змеи» (Дерби: Новая Международная Библиотека/Чарлтон комикс, 1964)
  - «Тарзан и отвратительный снежным человеком» (Дерби, Коннектикут: Новая Международная Библиотека/Золотой звездой книги, 1965)
  - «Тарзан и люди-змеи» (Дерби Коннектикут: Новая Международная Библиотека/Золотой звездой книги, 1964)